# Antoine François de Fourcroy

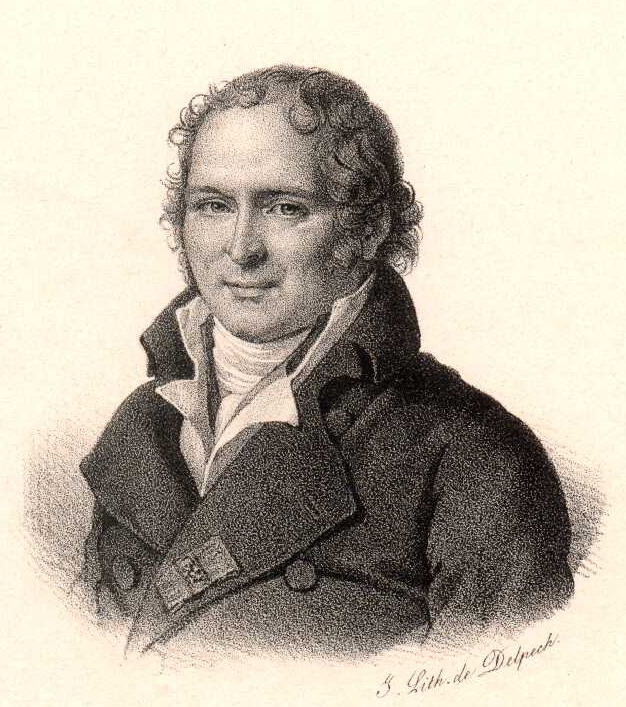
Antoine François, comte de Fourcroy (zeitgenössischer Kupferstich von François-Séraphin Delpech)

Antoine François Comte de Fourcroy (* 15. Juni 1755 in Paris; † 16. Dezember 1809 ebenda) war ein französischer Arzt, Chemiker und Politiker.

## Leben
Antoine François Comte de Fourcroy war der Sohn des Apothekers Jean Michel de Fourcroy (1710–1783), der im Hause des Herzogs von Orléans arbeitete. Seine Mutter war Jeanne Laugier († 1762). Er hatte zwei Schwestern, Jeanne Adélaïde de Fourcroy (1747–1819) und Louise Denise de Fourcroy (1750–1824). Seine Mutter starb, als er sieben Jahre alt war.
De Fourcroy verließ aus finanziellen Gründen im Alter von fünfzehn Jahren vorzeitig das Collège d’Harcourt in Paris, unterrichtete Kinder im Schreiben und wurde Angestellter (Bürodiener) im Büro einer Kanzlei.
Der Anatom Félix Vicq d’Azyr (1748–1794) überredete de Fourcroys Vater, ihn zu einem Studium an der Pariser Medizinischen Fakultät Faculté de médecine zuzulassen. Er studierte Medizin in Paris, u. a. bei Vicq d’Azyr, und erlangte trotz großer Geldschwierigkeiten am 28. September 1780 den Doktorgrad. Ein Gesuch nach Freipromotion wurde abgelehnt. Thema der Dissertation war De usu et abusu chemiae in medendo.
Als Student zeigte er große Fähigkeiten in der Chemie und hatte die Gelegenheit, im privaten Labor von Jean-Baptiste-Michel Bucquet (1746–1780), seinem Lehrer und Doktorvater, zu arbeiten und ausgebildet zu werden.
In der Zeit von 1783 bis 1787 folgte das Chemiestudium an der École vétérinaire d’Alfort. Georges-Louis Leclerc de Buffon (1707–1788) berief ihn 1784 zum Professor der Chemie am Jardin du Roi.
De Fourcroy gab schließlich selbstständig Kurse mit insgesamt siebzig veröffentlichten Vorträgen, Leçons élémentaires d’histoire naturelle et de Chimie (Paris, 1782), ferner gab er 1782 bis 1784 einen Sommerkurs in materia medica. In all seinen Vorträgen betonte de Fourcroy die Beziehungen zwischen der Chemie und Naturgeschichte und ihre Anwendung und Bedeutung in der Medizin. Einer seiner bedeutenden Doktoranden war Louis-Nicolas Vauquelin (1763–1829).
Im Jahr 1792 setzte er als Stellvertreter von Condorcet die Einführung der Gleichheit von Maßen und Gewichten durch und war auch im Komitee des öffentlichen Unterrichts und in der Section des armes tätig. Auf seine Anregung hin wurden 1794 die écoles de santé in Paris, Montpellier und Straßburg gegründet. 1794 gehörte er als Mitglied dem Nationalkonvent an.
Nach dem 9. Thermidor, dem Ende der Terrorherrschaft, wurde er Mitglied des Wohlfahrtsausschusses Comité de salut public. 1795 wurde er in den Ältestenrat Le Conseil des Anciens gewählt, nahm aber 1798 seine Lehrtätigkeit in der Chemie wieder auf.
Napoléon Bonaparte berief ihn in den Staatsrat und vertraute ihm 1801 die oberste Leitung des öffentlichen Unterrichts an. 1802 bis 1808 war er Erziehungsminister. 1808 wurde ihm der Grafentitel comte verliehen, im folgenden Jahr verstarb er an einem Schlaganfall. Er wurde auf dem Friedhof Père-Lachaise in Paris, 11. Division beigesetzt.
Ihm ist schon zu Lebzeiten und in der Lavoisier-Biographie von Édouard Grimaux von 1895 vorgeworfen worden, sich nicht genügend für das Leben seines Protegés Lavoisier eingesetzt zu haben (die Witwe von Lavoisier brach deshalb mit ihm), als dieser wie die anderen Steuerpächter vor dem Revolutionstribunal stand, zumal er selbst zu den Jakobinern gehörte. Er setzte sich aber nach den Erinnerungen seines Cousins Laugier (überliefert durch Georges Cuvier) kurz vor dem Prozess für ihn ein und drang bis zu Robespierre in eine Sitzung des Komitees für öffentliche Sicherheit vor. Dieser überging seine Fürsprache aber mit bedrohlichem Schweigen. Fourcroy setzte sich auch nachweislich für einen anderen Wissenschaftler ein, der denunziert worden war, Jean d’Arcet (Darcet). Als Jakobiner war er zum Beispiel an der Zerschlagung der Akademie der Wissenschaften beteiligt, die die Revolutionäre mit dem König und dem Adel in Verbindung brachten.

## Wissenschaftliche Leistungen
Von Fourcroy sind auch Feldarbeiten in der Naturgeschichte bekannt, so führte er eine Bestandsaufnahme in Form eines detaillierten Bericht über die Insekten aus der Region Paris durch, die er unter der Überschrift Entomologia parisiensis (Paris, 1785) veröffentlichte. Auch sind aus dieser Zeit einige Forschungen über die Anatomie der Muskeln bekannt, dennoch hatte er sich in der weiteren Zukunft auf die Chemie konzentriert.
Bekannt ist er als einer der Autoren eines Buches über eine neue chemische Nomenklatur, Nomenclature chimique (1787), zusammen mit Louis Bernard Guyton de Morveau (1737–1816), Antoine Laurent de Lavoisier (1743–1794) und Claude-Louis Berthollet (1748–1822). Dies war eine grundlegende Schrift der durch Lavoisier begründeten ersten chemischen Revolution.

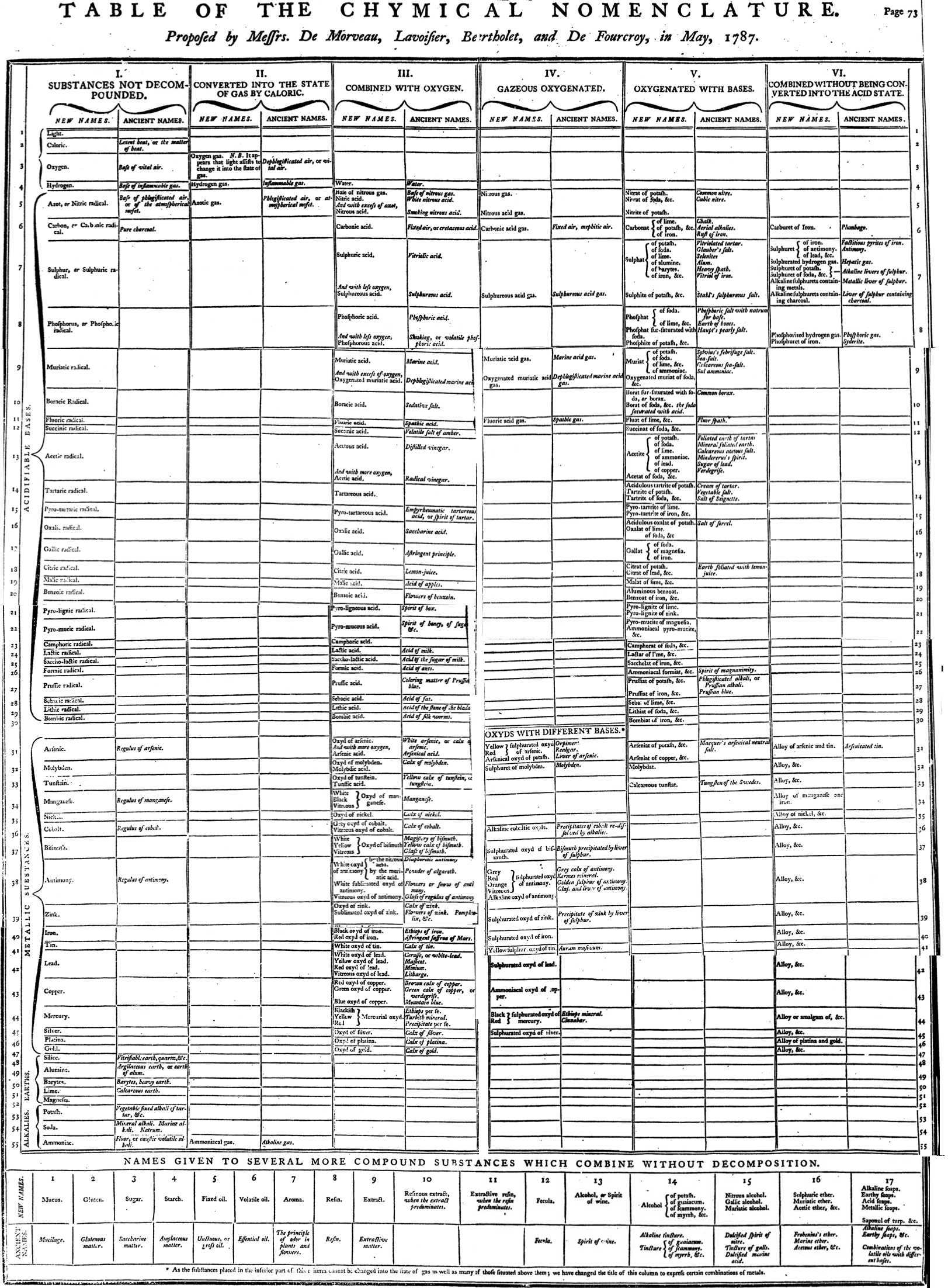
Méthode de Nomenclature Chimique. Paris (1787) von de Morveau, Antoine Laurent de Lavoisier, Claude-Louis Berthollet, Antoine François de Fourcroy

Im Jahre 1785 erschien seine metallurgische Abhandlung über das Glockenmetall, Recherches sur le métal des cloches.
Louis-Nicolas Vauquelin war von 1783 bis 1791 sein Assistent, dabei erschienen Vauquelins Veröffentlichungen anfangs als die seines Vorgesetzten, später unter Nennung beider Namen. Die beiden entdeckten zur selben Zeit wie Smithson Tennant Osmium in Platin und bezeichneten es als „ptène“.
Er war Mitglied der Académie des sciences in Paris, der Königlich Niederländischen Akademie der Wissenschaften (1809), der Russischen Akademie der Wissenschaften in St. Petersburg sowie der Bayerischen und der Göttinger Akademie der Wissenschaften.

## Werke
Seine Hauptschriften sind:
- De usu et abusu chemiae in medendo. Parisiis Quillau, (1779)
- Leçons élémentaires d’histoire naturelle et de chimie (Paris 1781, 2 Bde.; 1791, 5 Bde.; unter dem Titel:
- Système des connaissances chimiques et de leurs applications aux phénomènes de la nature et de l’art, Paris 1801, 6 Bde.; deutsch im Auszug von F. Wals, Königsberg 1801–1803, 4 Bde.); mit Antoine Laurent de Lavoisier, Guyton de Morveau und Claude-Louis Berthollet

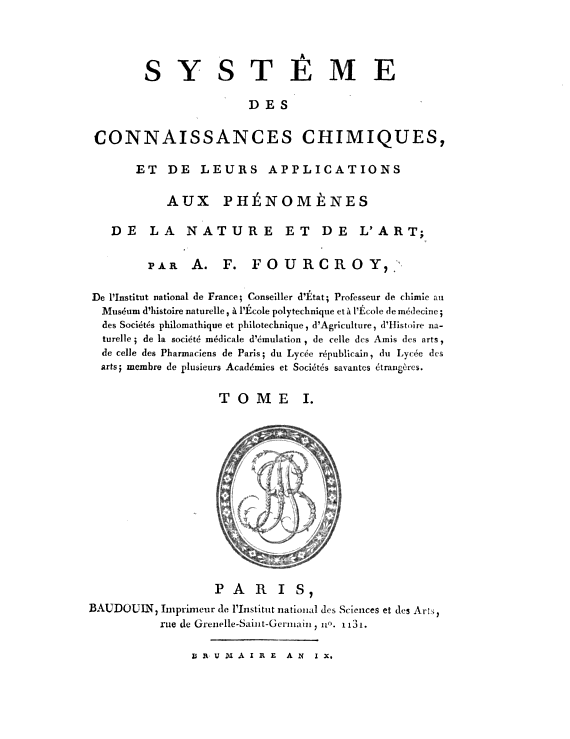
Titelblatt der Système des connaissances chimiques et de leurs applications aux phénomènes de la nature et de l’art von 1801

- Entomologia parisiensis (Paris, 1785)
- Méthode De Nomenclature Chimique (Paris 1787, online (Memento vom 4. März 2012 im Internet Archive) bei u-strasbg.fr),

deutsch als  Methode der chemischen Nomenklatur für das antiphlogistische System von Morveau, Lavoisier, Berthollet und de Fourcroy. Nachdr. d. Ausg. Wien 1793, ISBN 3-487-06450-2.
- La Médecine éclairée par les sciences physiques, ou Journal des découvertes relatives aux différentes parties de l’art de guéri (Paris 1791–1792, 4 Bde.)
- Philosophie chimique (Paris 1792; 3. Aufl., das. 1806; deutsch als Chemische Philosophie oder Grundwahrheiten der neuern Chemie: auf eine neue Art geordnet von A. F. Fourcroy. Aus dem Französischen übersetzt von Johann Samuel Traugott Gehler. Leipzig 1796)
- Élémens D'Histoire Naturelle Et De Chimie (Paris 1793) (Digitalisat)
- Tableaux synoptiques de chimie (Paris 1805; deutsch als Synoptische Tabellen über den ganzen Umfang der Chemie: als Leitfaden für die Vorlesungen über diese Wissenschaft in den Schulen von Paris, von Görres, Koblenz 1802).

Seine Werke sind meist auch in deutscher Übersetzung herausgekommen und wurden mehrfach als Nachdrucke herausgegeben.

## Ehrungen
Nach ihm benannt ist die Pflanzengattung Furcraea aus der Familie der Spargelgewächse (Asparagaceae) sowie der Asteroid (13180) Fourcroy.